# Angraecum birrimense
Angraecum birrimense es una orquídea epífita originaria de  África tropical.

## Distribución y hábitat
Se encuentra en Ghana, Costa de Marfil, Liberia, Nigeria, Sierra Leona, Camerún y Zimbabue, en los bosques tropicales perennes.

## Descripción
Es una orquídea de  tamaño gigante, que prefiere clima caliente a fresco, es epífita con  tallos alargados y con hojas oblongo-lanceoladas, su ápice es bilobulado de manera  desigual. Florece en una a tres inflorescencias con flores grandes y fragantes de 12.5 cm de ancho. La floración se produce en  el verano y el otoño.

## Taxonomía
Angraecum birrimense fue descrita por Robert Allen Rolfe y publicado en Bulletin of Miscellaneous Information Kew 214. 1914.
Etimología
Angraecum: nombre genérico que se refiere en Malayo a su apariencia similar a las Vanda.
birrimense: epíteto geográfico que alude a su localización en Birrim  (un lugar en Ghana).